# Sheikhi

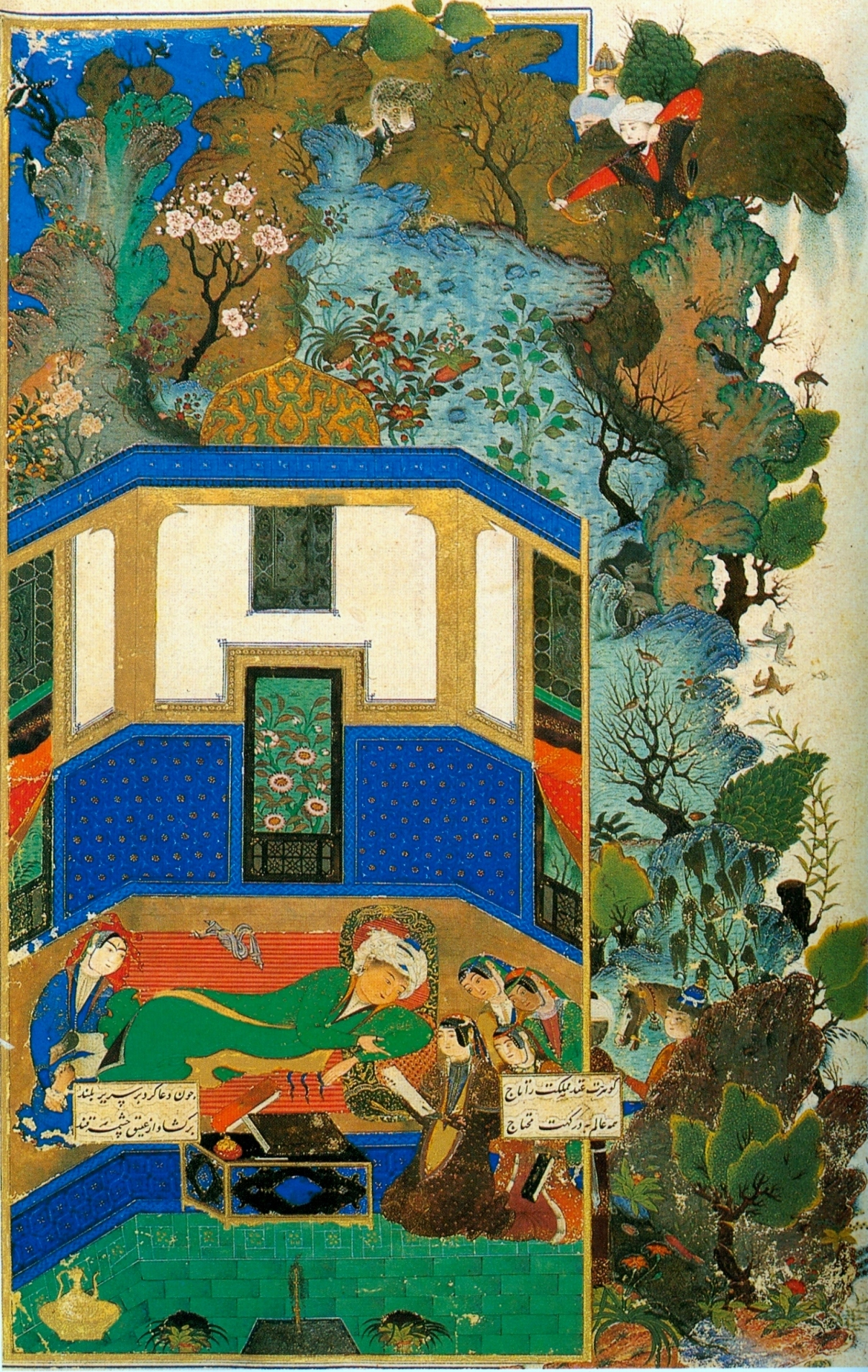
Sheiki. Bahram Gour dans le pavillon vert. Miniature extraite du « Khamseh » de Nizami, années 1480 (Palais de Topkapi à Istanbul.

Sheikhi  (ou encore Cheïkhi, Shaykhi) est un maître de la miniature persane qui fut actif dans le dernier quart du XVe siècle.
Le nom de Sheikhi figure en qualité d'auteur dans un seul manuscrit, le « Khamseh » du poète Nizami. C'est un manuscrit remarquable, offrant aux experts d'aujourd'hui une représentation brillante de l'art des miniaturistes de l'école de Tabriz de la fin du XVe siècle. Son histoire mérite d'être contée. Le recueil de poèmes du « Khamseh » a toujours été extrêmement populaire en Perse. Cet exemplaire a été commandé par le prince timouride Aboul Kassym Babour (au pouvoir entre 1449 et 1457) au fameux calligraphe  Azkhar, mais à cause de la mort inopinée du prince, il ne peut être terminé. Un an plus tard, l'unificateur des tribus turcomanes des Moutons noirs, Djahanshah, s'empare de la ville d'Hérat et le manuscrit tombe entre les mains de son fils, Pir Boudak. Ensuite, il passe au chef de l'autre alliance turcomane des Moutons blancs, Khalil Sultan, qui commande au calligraphe Abd al-Rakham al-Khorezmi de terminer la transcription du texte,  et à deux peintres, Sheikhi et  Mohammad le Derviche, de l'illustrer. À la mort de Khalil Sultan en 1478, le manuscrit - qui n'est toujours pas terminé - entre en possession de son frère Yakoub; mais comme son frère, il ne le voit pas terminé,  car il meurt en 1490. Finalement, le manuscrit devient la propriété du fondateur de la dynastie safavide, le chah Ismaïl Ier qui règne de 1501 à 1524, et qui patronne sa réalisation finale.

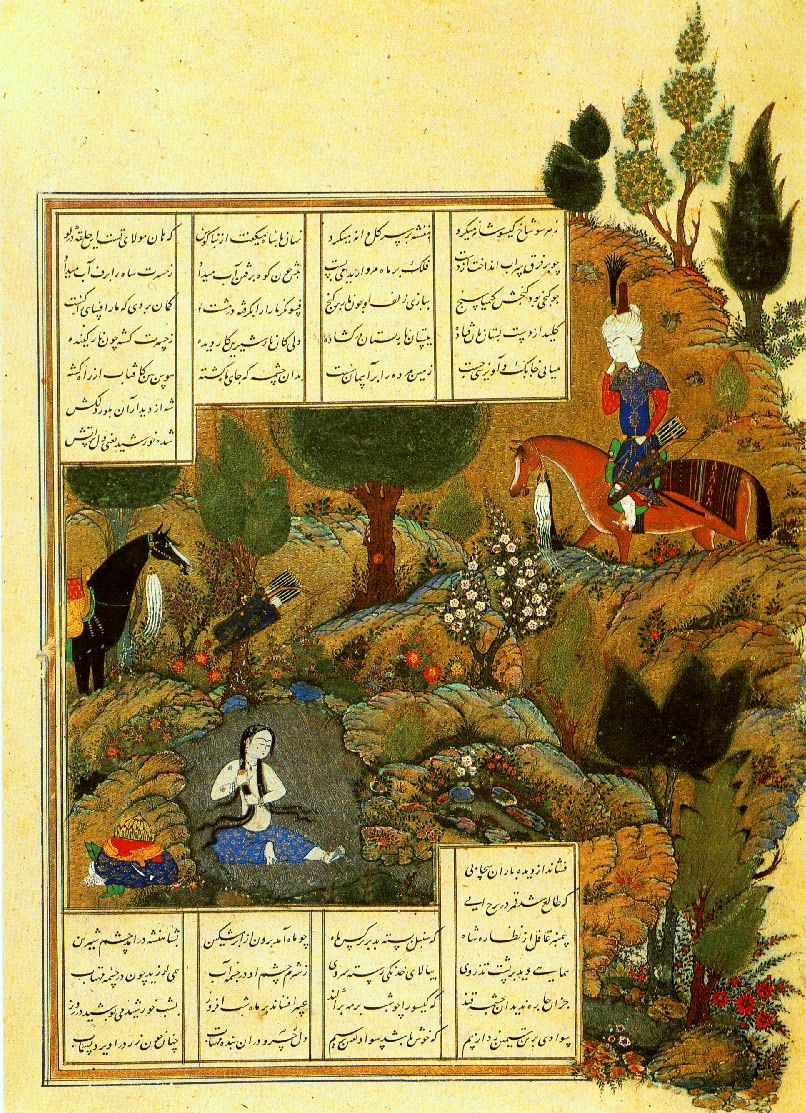
Sheikhi. Khosrow observe Chirine en train de se baigner. Miniature extraite du « Khamseh » de Nizami, vers 1480 (palais de Topkapi).

Sheikhi est un peintre originaire d'Hérat. Il est l'auteur de nombre de miniatures dans les années 1480 à l'époque du sultan turcoman Yakoub qui en est le commanditaire. Ces miniatures pittoresques reflètent le propre goût du sultan et diffèrent des miniatures produites à Hérat à cette époque et dont la quintessence était représentée par le style de Behzâd et de ses disciples.
La manière de Sheikhi avait la faveur de la cour des Safavides et fut prolongée par l'art de Nizameddine Sultan Mohammad.

## Source
- (ru) Cet article est partiellement ou en totalité issu de l’article de Wikipédia en russe intitulé « Шейхи » (voir la liste des auteurs).